# Diadegma psilocorsis
Diadegma psilocorsis är en stekelart som beskrevs av Walley 1967. Diadegma psilocorsis ingår i släktet Diadegma och familjen brokparasitsteklar. Inga underarter finns listade i Catalogue of Life.